# Buberos
Buberos ist ein Ort und eine Gemeinde (municipio) mit 28 Einwohnern (Stand: 2024) in der Provinz Soria im Osten der autonomen Gemeinschaft Kastilien-León in Spanien.

## Lage
Der Ort Buberos liegt am Río Rituerto ca. 36 Kilometer (Fahrtstrecke) südöstlich der Provinzhauptstadt Soria nahe der Grenze zur Nachbarprovinz Saragossa in einer Höhe von ca. 1020 Metern ü. d. M.; bis nach Calatayud bzw. Saragossa sind es etwa 67 bzw. 147 Kilometer in südöstlicher Richtung.

## Bevölkerungsentwicklung
| Jahr      | 1960 | 1970 | 1981 | 1991 | 2001 | 2010 |
| Einwohner | 197  | 105  | 77   | 53   | 48   | 37   |

In der zweiten Hälfte des 19. Jahrhunderts hatte die Gemeinde stets um die 200 Einwohner. Die zunehmende Mechanisierung der Landwirtschaft und der daraus resultierende Verlust an Arbeitsplätzen auf dem Lande haben in hohem Maße zum deutlichen Bevölkerungsrückgang (Landflucht) in den letzten Jahrzehnten beigetragen.

## Wirtschaft
Grundlage des Lebens und Überlebens der jahrhundertelang als Selbstversorger lebenden Bewohner von Buberos war und ist die Landwirtschaft, zu der auch in geringem Umfang die Viehzucht gehört. Der Tourismus spielt so gut wie keine Rolle.

## Geschichte
Kelten, Römer, Westgoten und Mauren haben keine Spuren auf dem Gebiet der Gemeinde hinterlassen. Das 11. Jahrhundert ist gekennzeichnet durch die christliche Rückeroberung (reconquista) und Wiederbesiedlung (repoblación) der Gegend, die bis zum Frieden von Almazán (1375) gleichermaßen vom Königreich Aragón und von Kastilien beansprucht wurde.

## Sehenswürdigkeiten
- Die Pfarrkirche San Juan Bautista ist ein Bau im Übergangsstil von der mit spätgotischen Elementen durchsetzten Renaissance zum Barock. Die Turmfront der Westfassade ist schmuck- und portallos und wird von zwei mehrfach abgestuften Eckstrebepfeilern stabilisiert; ein runder Treppenturm und das Eingangsportal befinden sich auf der Südseite. Das einschiffige Langhaus verfügt über mehrere Kapellenanbauten und wird von einem Sterngewölbe überspannt.
- Die Kapelle Santa María Magdalena steht etwa 200 Meter außerhalb des Ortes.